# Smallepadsgracht
De Smallepadsgracht is een relatief smalle gracht in de binnenstad van Amsterdam, stadsdeel Centrum. De gracht ligt aan de westzijde van het Realeneiland en verbindt de Zoutkeetsgracht met de Prinseneilandsgracht.
Het is bijzonder dat er geen bruggen liggen over deze gracht, er is evenmin een kade die langs de gracht loopt.
De Schans aan de Smallepadsgracht werd na 1875 als Planciusstraat aangeduid.
In het Brandspuitenboek van Jan van der Heyden komt een ets voor van deze locatie: Brand op 24 juni 1680 in drie lijnbanen op de Schans aan de Smallepadsgracht.